# Jameson Konz
Jameson Konz (Canton, 2 luglio 1986) è un giocatore di football americano statunitense che gioca nel ruolo di linebacker per i Seattle Seahawks della National Football League (NFL). Fu scelto nel corso del settimo giro (245º assoluto) del Draft NFL 2010 dai Seahawks. Al college ha giocato a football all'Università di Kent State.

## Carriera professionistica

### Seattle Seahawks
Dopo essere stato scelto nel corso del settimo giro del Draft 2010, Konz trascorse tutta la sua prima stagione in lista infortunati per un problema all'anca.
Nella prima gara di pre-stagione 2011 contro i San Diego Chargers, Konz giocò come defensive end, facendo registrare un sack nel quarto periodo.
Konz fu svincolato da Seattle il 3 settembre ma rifirmò con la franchigia il giorno successivo per far parte della squadra di allenamento. Il 4 ottobre 2011 fu promosso al roster attivo. Il 9 ottobre, in trasferta contro i New York Giants, Jameson partì come membro degli special team mettendo a segno un tackle. Nella stessa gara si ruppe il legamento crociato anteriore nel corso del quarto periodo. Di conseguenza il giocatore fu inserito in lista infortunati, sottoponendosi con successo a un'operazione chirurgica a Seattle il 25 ottobre 2011.
Il 26 agosto 2013, Konz fu svincolato. Il 5 settembre rifirmò per fare parte della squadra di allenamento.

## Vittorie e premi
Nessuno

## Statistiche
| Partite totali             | 1 |
| Partite totali da titolare | 0 |

Statistiche aggiornate alla stagione 2012